# Sven Dahl (läkare)
Sven Dahl, född 11 september 1912 i Stockholm, död 10 november 2014 i Färingsö församling, Ekerö kommun, var en svensk läkare. 
Dahl, som var son till läraren L.H.V. Dahl och Anna Effersøe, avlade realexamen 1927, handelsskoleexamen 1932, studentexamen 1935 och dansk läkarexamen (candidatus medicinæ) 1943. Han blev läkare vid danska flottan 1940, innehade olika underläkartjänster 1943–1947, var förste underläkare vid medicinsk-epidemiologiska avdelningen på Århus universitetssjukhus 1947–1950, provinsialläkare i Samsø 1951–1958, underläkare på Sandträsk sanatorium 1959, biträdande överläkare vid lungkliniken på Umeå lasarett 1960 och överläkare vid kliniken för långvarigt kroppssjuka på Halmstads centrallasarett sedan 1964. Han var även verksam som målare och deltog i konstutställningar 1951–1958.